# Tricase Porto
Tricase Porto (Lu Portu in dialetto salentino) è una frazione di 269 abitanti del comune di Tricase in provincia di Lecce. Sorge sul basso versante adriatico del Salento, a 32 m s.l.m..

## Geografia fisica
Il centro abitato di Tricase Porto è delimitato a sud dal rione di Marina Serra, a ovest da una delle serre salentine del comune di Tricase e a nord dal promontorio su cui si eleva la Torre del Sasso. È attraversato dalla strada che collega Otranto a Santa Maria di Leuca, la quale percorre tutto il litorale. 
La costa è prevalentemente bassa e rocciosa, ricca di grotte e piccole insenature. In una di queste vi è un porto risalente al XV secolo, a cui ne è stato affiancato un altro più piccolo per le barche di diporto.

## Monumenti e luoghi d'interesse

### Architetture religiose
- Chiesa parrocchiale di San Nicola

### Architetture militari
- Torre del Porto di Tricase
- Torre del Sasso